# شینباشی

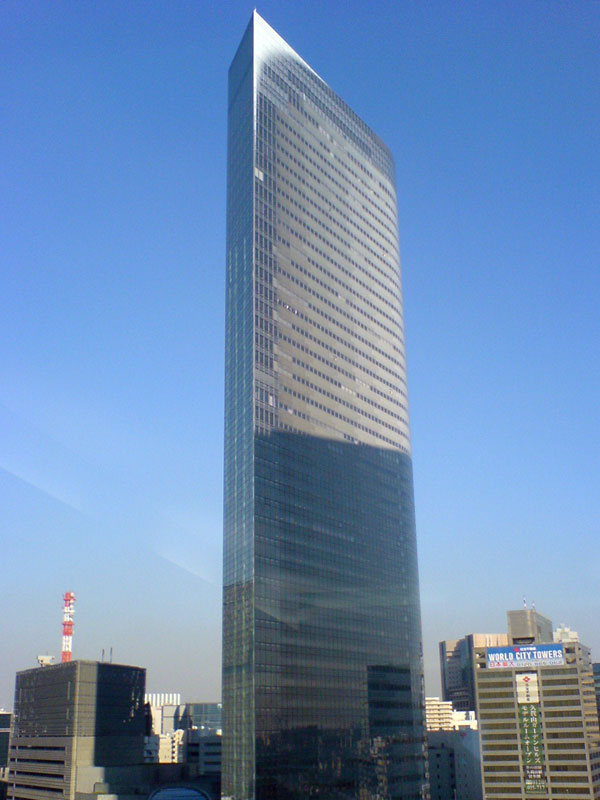
ساختمان دنتسو در شینباشی

شینباشی (به ژاپنی: 新橋 Shinbashi) که در بعضی منابع Shimbashi ترجمه شده‌است، یکی از محله‌های توکیو پایتخت ژاپن است که در منطقهٔ میناتو واقع شده‌است. شینباشی در جنوب گینزا و در غرب شیئودومه قرار دارد و در حال حاضر به شش محلهٔ کوچکتر تقسیم شده‌است. این محله در کنار مارونواوچی و شیناگاوا، مرکز شهر توکیو محسوب می‌شود و به عنوان محله کارمندان شهرت دارد.

## دسترسی به ایستگاه شینباشی
- خطوط جی آر
  - ■خط توکائیدو
  - ■که‌ایهین-توهوکو
  - ■خط یامانوته
  - ■خط یوکوسوکا
- خطوط متروی توکیو
  - متروی توکیو، خط گینزا
  - متروی توئی، خط آساکوسا
- خط یوریکامومه